# Batalla de Worcester
La batalla de Worcester tuvo lugar el 3 de septiembre de 1651 en Worcester (Inglaterra) y fue la batalla final de la Guerra Civil Inglesa. Oliver Cromwell y los parlamentarios derrotaron a las fuerzas monárquicas, predominantemente escocesas, del rey Carlos II. Los 16 000 soldados de las fuerzas monárquicas fueron aplastados por los 28 000 del nuevo ejército modelo de Cromwell.

## Invasión de Inglaterra
El rey fue ayudado por aliados escoceses e intentó recuperar el trono que había perdido cuando fue ejecutado su padre, Carlos I. El comandante de los escoceses, sir David Leslie, apoyó el plan de pelear en Escocia, donde el apoyo monárquico era más fuerte. Carlos, sin embargo, insistió en hacer la guerra en Inglaterra. Calculó que la campaña de Cromwell al norte del río Forth permitiría al grueso del ejército monárquico escocés, que estaba al sur del Forth, ganar por la mano al New Model Army de los partidarios del Parlamento, que se desplazaba a marchas forzadas hacia Londres. Esperaba conseguir el apoyo de los antiguos fieles monárquicos y de los presbiterianos ingleses. Calculó que su alianza con los Covenanters presbiterianos escoceses y la firma del Solemn League and Covenant animarían a los presbiterianos ingleses a apoyarlo contra la facción inglesa independiente que había crecido en poder durante los últimos años. El ejército monárquico estaba bajo su control. Los excesos no estaban permitidos, y en una semana los monárquicos cubrirían 150 millas en gran contraste con la malograda expedición de 1648 del duque de Hamilton. El 8 de agosto se dio a las tropas un bien merecido descanso entre Penrith y Kendal.
Pero los monárquicos se equivocaron al suponer que el enemigo había quedado desconcertado por su nuevo movimiento. Todo había sido previsto por Cromwell y el Consejo de Estado, en Westminster. Este último llamó el 7 de agosto a la parte más grande de la milicia. El teniente general Charles Fleetwood comenzó a acercarse a los contingentes de Banbury, en el área central de Inglaterra, llevando consigo fuerzas entrenadas, de Londres, que conformaban un total de más de 14 000 soldados. Por su parte, Cromwell hizo sigilosamente sus preparativos. Perth cayó en sus manos el 2 de agosto, y el 5 de agosto llevó a su ejército nuevamente a Leith. De ahí envió al teniente general John Lambert con cuerpos de caballería para acosar a los invasores. El general de división Thomas Harrison ya estaba en Newcastle seleccionando a las mejores tropas montadas del condado para agregarlas a los regulares. El 9 de agosto Carlos estaba en Kendal, Lambert muy cerca detrás de él, y Harrison marchando rápidamente para bloquear su paso en el Mersey. Thomas Fairfax salió de su retiro para organizar a los alistados de Yorkshire, lo mejor de esto además de que las milicias de Lancashire, Cheshire y Staffordshire iban dirigidas hacia Warrington. Dichos alistados fueron alcanzados por Harrison el 15 de agosto, unas pocas horas frente a la avanzada de Carlos. Lambert, que huía también del flanco izquierdo del enemigo, se unió a Harrison, y los ingleses retrocedieron lentamente (el 16 de agosto), por el camino de Londres.

## La campaña de Worcester

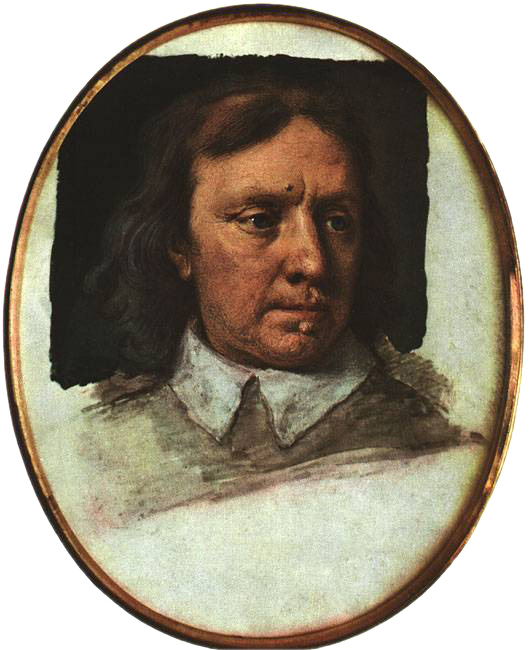
Oliver Cromwell.

Mientras tanto Cromwell, dejando a George Monck con los regimientos menos eficientes para llevar a Escocia, alcanzó el río Tyne en siete días, y de ahí, marchando 20 millas por día con un calor extremo con la gente del país llevando sus armas y equipos, los regulares entraron en Ferrybridge el 19 de agosto, en una fecha en la que Lambert, Harrison y la milicia del noroeste estaba en Congleton. Es posible que hubiera tenido lugar una gran batalla entre Lichfield y Coventry el 25 de agosto o más tarde, y que contara con la participación de Cromwell, Harrison, Lambert y Fleetwood. Pero la escena y la fecha del desenlace fueron cambiadas por los movimientos del enemigo. Poco después de dejar Warrington, el joven rey decidió abandonar la marcha forzada a Londres y hacerla en el valle del río Severn, donde su padre había encontrado a los más fieles y numerosos partidarios de la primera guerra, y que había sido el centro de gravedad del movimiento monárquico inglés de 1648. Sir Edward Massey, antiguo gobernador parlamentario de Gloucester, estaba ahora con Carlos, y se esperaba que motivara a sus seguidores presbiterianos a tomar las armas. La calidad militar de los monárquicos fronterizos galeses, la cual no era menor que la de los presbiterianos de Gloucestershire, estaba bien demostrada y se basaba en Gloucester y Worcester, como su padre se había basado en Oxford. Carlos II quiso, no de forma natural, acordar con una minoría independiente, de manera más efectiva que Carlos I. Pero incluso ahora que el más puro monarquismo reinaba en el ejército invasor, éste no podía alterar el hecho de que era un ejército escocés y no sería una facción independiente, sino Inglaterra entera quien le haría frente.

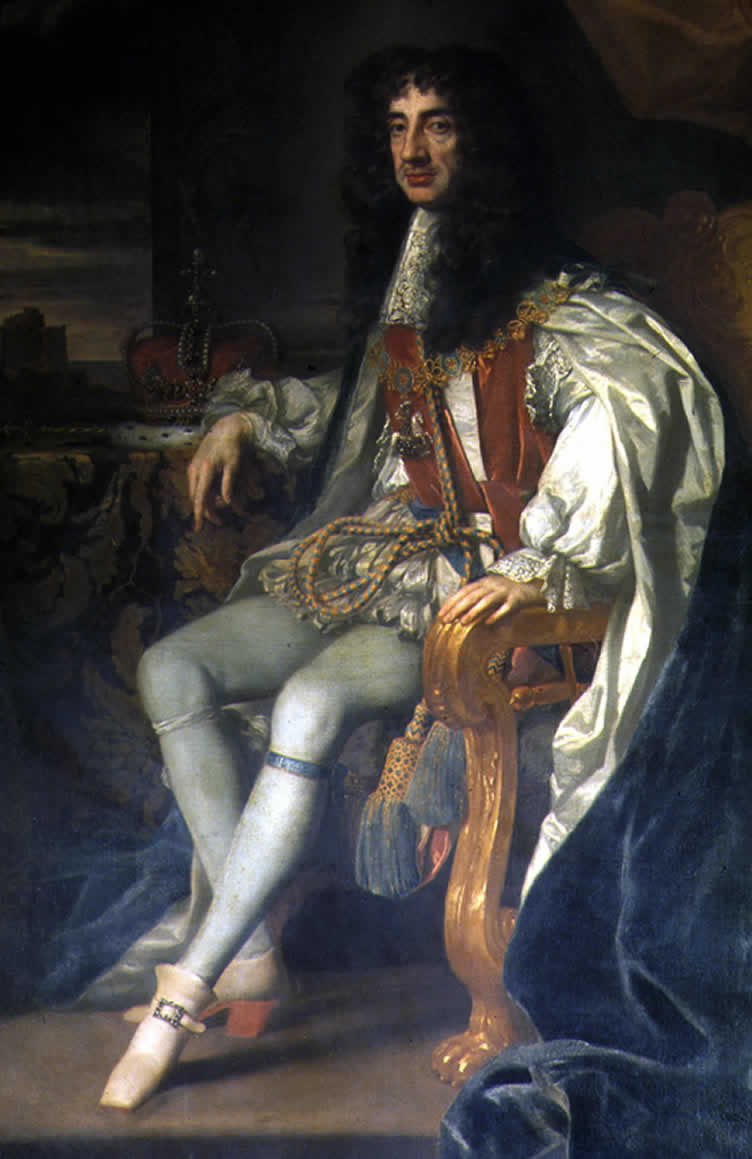
Carlos II de Inglaterra.

Carlos llegó a Worcester el 22 de agosto, y tomó, junto a sus tropas, cinco días de descanso, preparando operaciones adicionales y reuniendo y armando a los pocos reclutas que llegaban. Es innecesario decir que el retraso fue fatal; fue una necesidad de la marcha y se aceptó cuando la marcha a Worcester fue decidida. Si se hubiera tomado el otro camino, el de marchar a Londres pasando por Lichfield, la batalla se hubiese librado tres días antes con el mismo resultado.
Cromwell, el comandante general, tuvo durante su marcha al sur dos columnas volantes al mando del coronel Robert Lilburne para acordar con los monárquicos de Lancashire a cargo del conde Derby. Lilburne envió un destacamento de enemigos de Lancashire para unirse al ejército principal el 25 de agosto en la batalla de Wigan Lane. Cromwell simplemente cambió el área de su concentración al sudoeste, a Evesham. El 28 de agosto, a la mañana, Lambert sorprendió el paso del Severn en Upton, a 6 millas de Worcester, y acto seguido Massey fue severamente herido. Fleetwood siguió a Lambert. El enemigo tenía ahora solo 16 000 soldados y se encontraba desanimado por la apatía con la que habían sido recibidos en distritos que antiguamente les pertenecían. Cromwell, por primera y última vez en su carrera militar, tuvo una superioridad numérica de dos a uno.
El 30 de agosto, Cromwell retrasó el comienzo de la batalla para dar tiempo a la construcción de dos puentes pontón, uno sobre el Severn y el otro sobre el Teme, cerca de su confluencia. El retraso permitió a Cromwell lanzar su ataque el 3 de septiembre, a un año de su victoria en la batalla de Dunbar.

## La batalla
Cromwell tomó a sus unidades deliberadamente. Lilburne de Lancashire y el comandante Mercer protegerían el Puente Bewdley, situado en la línea de retiro enemiga, a 32 km al norte de Worcester. Fleetwood tomó un camino a través del Teme y atacó St John's, el suburbio occidental de Worcester. Mientras Lambert comandaba el flanco oriental del ejército que avanzaría y rodearía las murallas orientales de Worcester, Cromwell lideraría el ataque en las barricadas del sur de la ciudad.
El ataque comenzó en la mañana del 3 de septiembre, y la iniciativa se expondría a los parlamentarios. Fleetwood forzó el pasaje al Teme por los puentes de pontón contra los monárquicos comandados por el comandante general Montgomery. Los intentos iniciales del coronel Richard Dean de cruzar el puente Powick (donde el príncipe Ruperto del Rin ganó la batalla del Puente Powick, su primera victoria, en 1642) fallaron contra la resistencia persistente de los monárquicos (mucho de los cuales eran insensibles "Highlanders" escoceses) al mando del coronel Keith. Por la fuerza de las armas y la superioridad numérica, el ejército monárquico se vio obligado a retroceder por el New Model Army con Cromwell en la margen oriental del Severn y Fleetwood en la occidental, en un semicírculo de cuatro millas a lo largo de Worcester.
Los monárquicos contestaron a todo esto alrededor del prado Powick y esta resistencia persistente en la ribera occidental del Severn, al norte del Teme, se estaba convirtiendo en un problema serio para los parlamentarios, por lo que Cromwell envió refuerzos parlamentarios al este de la ciudad, a través del puente de pontones del Severn, para ayudar a Fleetwood. Carlos II, desde su posición de ventaja en la parte más alta de la torre de la catedral de Worcester, advirtió una oportunidad de atacar al, ahora expuesto, flanco oriental del ejército parlamentario. Como los defensores del lado occidental de la ciudad se retiraron en orden a la ciudad (aunque durante esta maniobra Keith fue capturado y Montgomery fue gravemente herido), Carlos ordenó a dos salidas que atacaran a las fuerzas parlamentarias al este de la ciudad. El ataque nororiental a través de St Martins Gate fue comandado por el duque de Hamilton, y atacó las líneas del Parlamento en el Perry Wood. El correspondiente al sudeste a través de Sidbury Gate fue dirigido por Carlos II y atacó Red Hill. La caballería monárquica al mando de David Leslie, que se había reunido en el prado Pitchcroft en el lado septentrional de la ciudad, no recibió órdenes de ayudar a las salidass, por lo que Leslie eligió no hacerlo por su propia iniciativa. Cromwell vio la dificultad de que su flanco oriental estaba siendo empujado hacia atrás sobre los puentes de pontones del Severn, que disponía de tres brigadas para reforzar el flanco.
Aunque fueron obligados a retroceder, los parlamentarios al mando de Lambert eran muy numerosos y experimentados para ser derrotados. Luego de una hora en que los parlamentarios inicialmente se retiraron tras un ataque inesperado, reforzados por tres brigadas de Cromwell, estos forzaron a los monárquicos a retirarse a la ciudad.
La retirada monárquica se convirtió en una desbandada, en la cual las fuerzas parlamentarias y monárquicas se mezclaron en la ciudad. La posición monárquica se hizo insostenible cuando la milicia de Essex asaltó y capturó el Fuerte Real (un reducto situado en una colina pequeña al sudeste de Worcester), inposiblitando que las armas monárquicas se utilizaran en Worcester.
Las defensas de la ciudad fueron asaltadas por tres direcciones diferentes cuando llegó la oscuridad. Los regulares y la milicia pelearon con poca valentía y los pocos miles de monárquicos que escaparon durante la noche fueron fácilmente capturados por Lilburne y Mercer, o por la milicia que vigilaba cada calle de Yorkshire y Lancashire. Incluso los lugareños trajeron veintenas de prisioneros, puesto que ni los oficiales ni los soldados, asombrados por lo repentino del desastre, ofrecieron resistencia alguna.

## Consecuencias

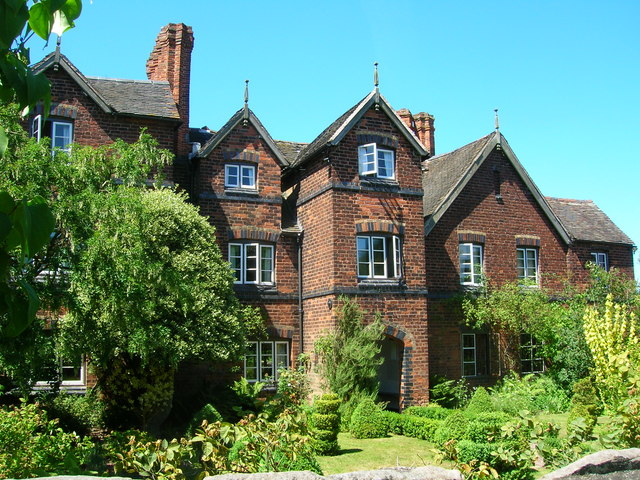
El Moseley Old Hall fue escondite de Carlos II, por un tiempo breve, tras su derrota en la batalla de Worcester en 1651.

Carlos II escapó luego de muchas aventuras, incluyendo un famoso incidente donde se escondió de una patrulla parlamentaria en un roble en los campos de la Casa Boscobel. Carlos fue uno de los pocos hombres de su ejército en llegar a un lugar seguro; cerca de 3000 cayeron muertos durante la batalla y unos 10 000 fueron hechos prisioneros en Worcester. La mayor parte del resto fue capturado poco después de huir. El conde de Derby fue ejecutado, mientras que los demás prisioneros ingleses fueron reclutados en el New Model Army y enviados a Irlanda. Alrededor de 8000 prisioneros escoceses fueron deportados a Nueva Inglaterra, Bermudas y las Antillas para trabajar con terratenientes en labores contratadas. Las bajas parlamentarias fueron de unos pocos cientos.
Después de la batalla, Cromwell regresó a Aylesbury, Buckinghamshire, uno de los baluartes parlamentarios y cercano al puesto de su difunto sobrino era el héroe de guerra civil John Hampden. Se quedó en la bien llamada Posada del Rey, Aylesbury y fue ahí donde recibió el agradecimiento del parlamento por derrotar a los monárquicos.
La milicia parlamentaria fue enviada a sus hogares a la semana siguiente. Cromwell, que se había burlado de "tal cosa" seis meses atrás, vio mejor a la milicia. "Tus nuevas mejores fuerzas," escribió en el Parlamento Rump, "realizaron un singular buen servicio, por lo que merecen una muy grande estimación y reconocimiento". Worcester fue combatida por una "nación en armas", por ciudadanos-soldados que tenían sus propios corazones en la lucha. Solo con esas tropas un General se atrevería a colocar un río profundo entre las dos mitades de su ejército o a enviar destacamentos de antemano. El sentido del deber, que poseía la milicia en muy alto grado, aseguró la llegada y la acción de cada columna en el tiempo y lugar designado. El resultado fue, en resumen, una de aquellas victorias raras en la cual una persecución es una superflua "máxima misericordia", como la llamó Cromwell.

## Legado
A comienzos de abril de 1786, John Adams y Thomas Jefferson visitaron la Colina del Fuerte Real en el campo de batalla en Worcester. David McCullough escribió en su biografía John Adams que Adams estaba "profundamente activo" pero que fue designado para hablar debido a la escasez de conocimiento de los locales sobre la batalla , dándole a la gente de la ciudad una "lectura improvisada":

La gente del barrio parecía tan ignorante y descuidada en Worcester que me sentí motivado y pregunté: '¿y pueden los hombres ingleses olvidar tan pronto la tierra en donde se peleó por la libertad? Digan a sus vecinos y a sus hijos que este es un campo sagrado, mucho más sagrado que los terrenos en donde se han erigido sus iglesias. Toda Inglaterra debería venir a peregrinar a esta colina una vez al año.